# Morti nell'861
| Questa pagina contiene informazioni ricavate automaticamente dalle voci biografiche con l'ausilio del template Bio e di un bot. L'aggiornamento è periodico e automatico e ricostruisce completamente la pagina. Se manca una persona in questa lista, sei pregato di non aggiungerla, ma accertati piuttosto che la sua voce biografica contenga il template Bio e che i dati anagrafici siano correttamente compilati. Se il template Bio manca, inseriscilo tu stesso o, in alternativa, metti l'avviso {{tmp\|Bio}} che ne segnala la mancanza. Se i dati riportati sono sbagliati, correggi direttamente la voce biografica; le modifiche saranno visibili in questa lista entro pochi giorni. Per chiarimenti vedi il progetto biografie. La lista contiene solo le 8 persone che sono citate nell'enciclopedia e per le quali è stato implementato correttamente il template Bio. Pagina aggiornata al 27 gen 2025. |

- 21 gennaio - Meinrado di Einsiedeln, monaco cristiano tedesco
- 6 aprile - Prudenzio di Troyes, vescovo, scrittore e teologo spagnolo
- 11 dicembre - Al-Mutawakkil, califfo (n. 822)
- Eriprando Aldobrandeschi, nobile italiano
- Ahmad ibn Muhammad ibn Kathir al-Farghani, scienziato, astronomo e astrologo persiano
- Pribina, nobile
- Zachariah, sovrano
- Piast di Polonia, principe polacco